# Opel GT
Opel GT -  сімейства спортивних автомобілів, що випускалися з 1968 по 1973 рік і з 2006 по 2009 ік під маркою Opel.

## GT (1968–1973)

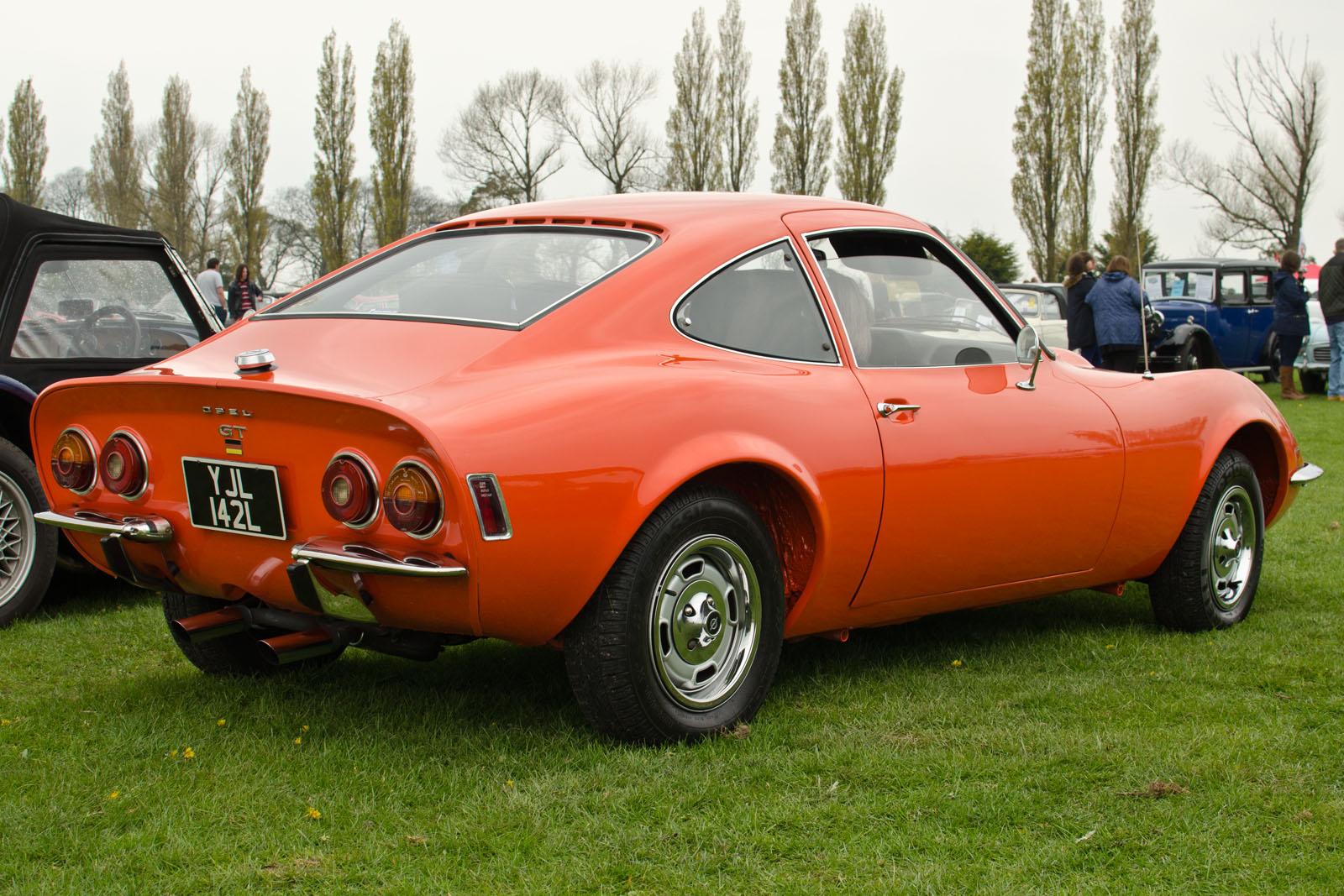
Opel GT (1973)

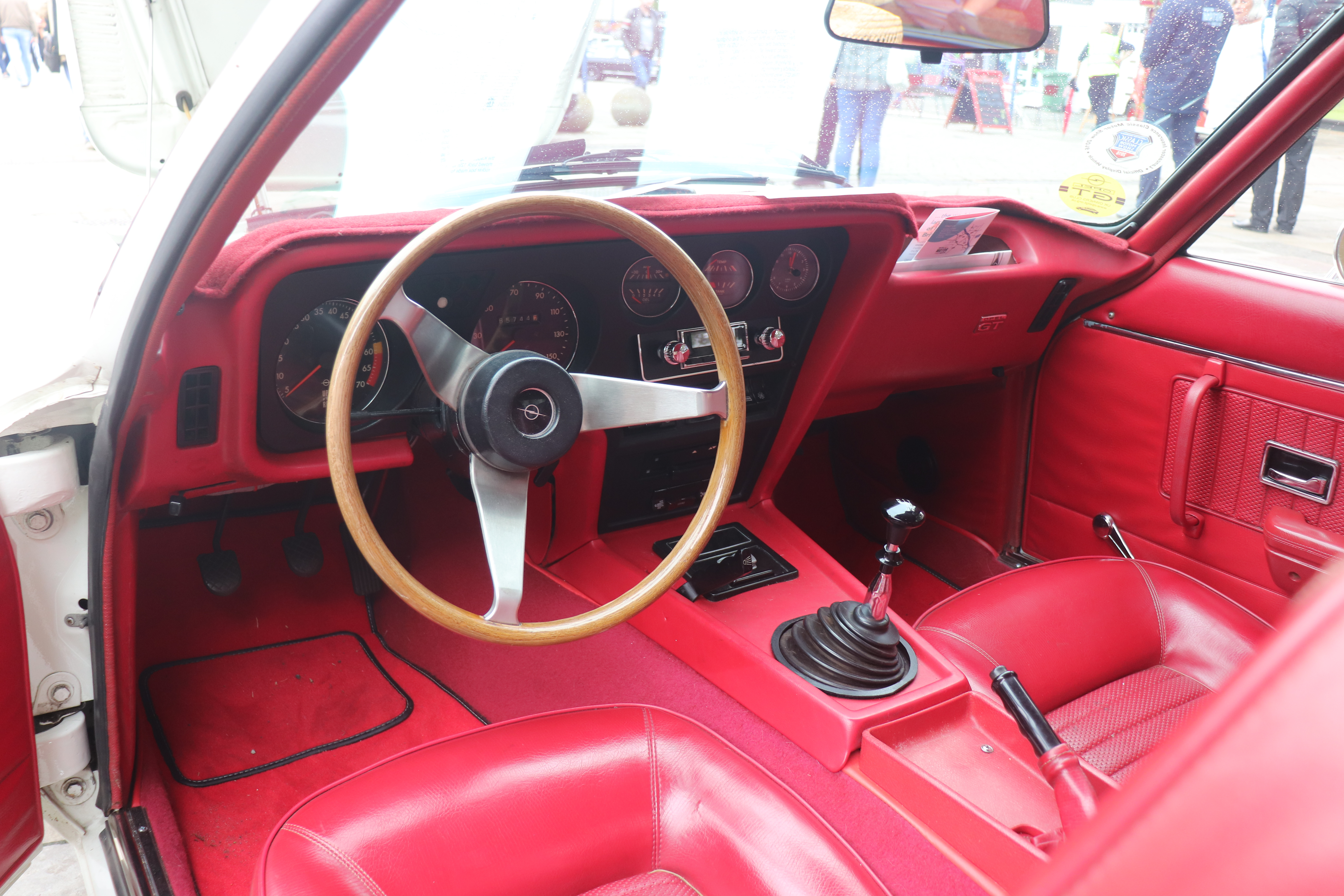
Opel GT A-L 1900

Opel GT почали створювати в 1962 році, в 1965 році був готовий концепт-кар. Серійний автомобіль почали виготовляти в 1968 році в кузові купе. З 1969 року компанію йому склав Opel GT Aero, який мав відкритий кузов типу «тарга». Opel GT мав класичне компонування, тримальний сталевий кузов, незалежну передню підвіску на поперечній ресорі і залежний задній міст на пружинах. Всього за п'ять років було випущено близько 100 000 купе Opel GT.
Через велику схожість з Chevrolet Corvette в Америці він отримав прізвисько «baby corvette», а в Європі «Євро-Корвет»

### Двигуни
- 1,078 см3 OHV I4 60 к.с.
- 1,897 см3 CIH I4 90 к.с.

## Opel GT (roadster) (2007–2009)

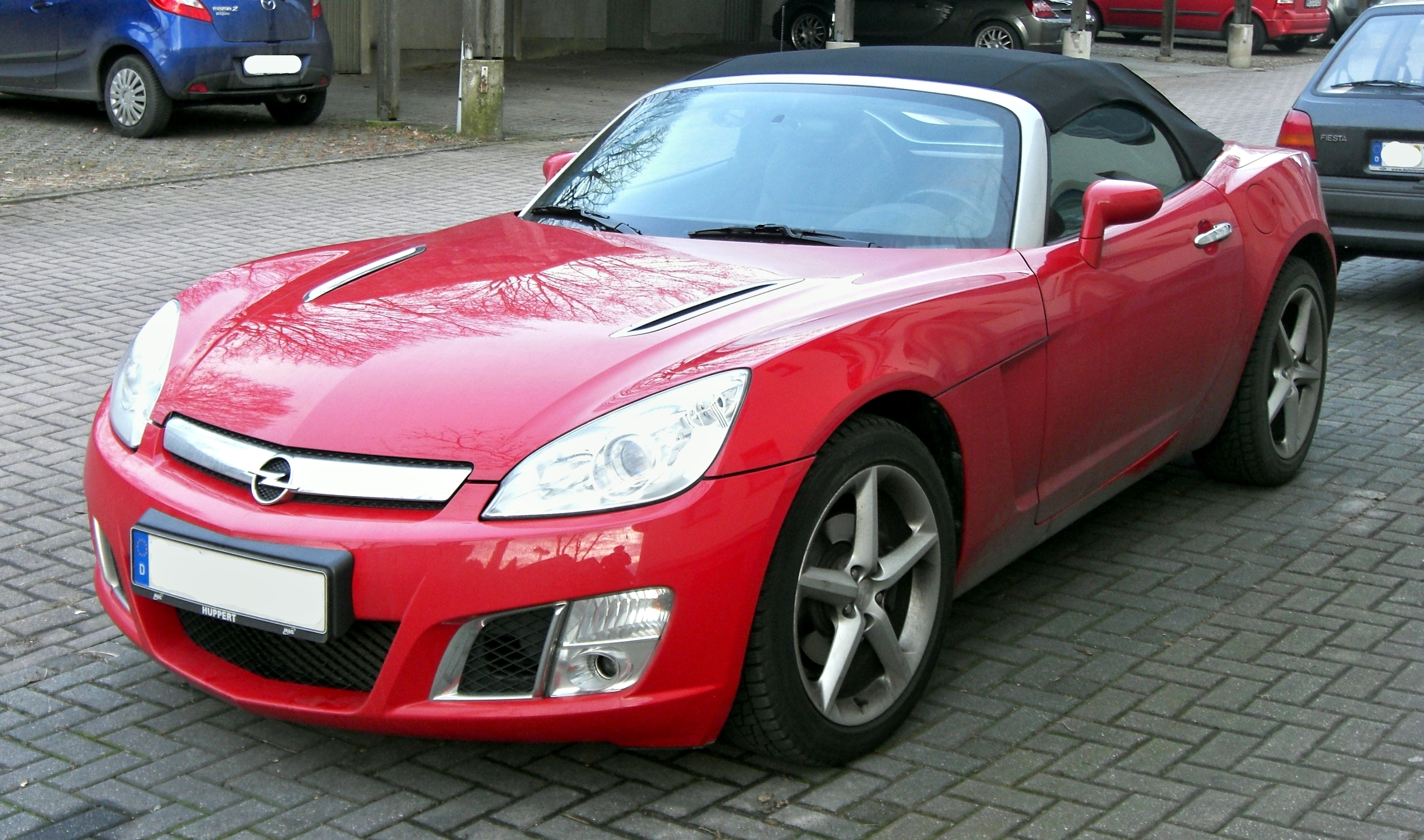
Opel GT

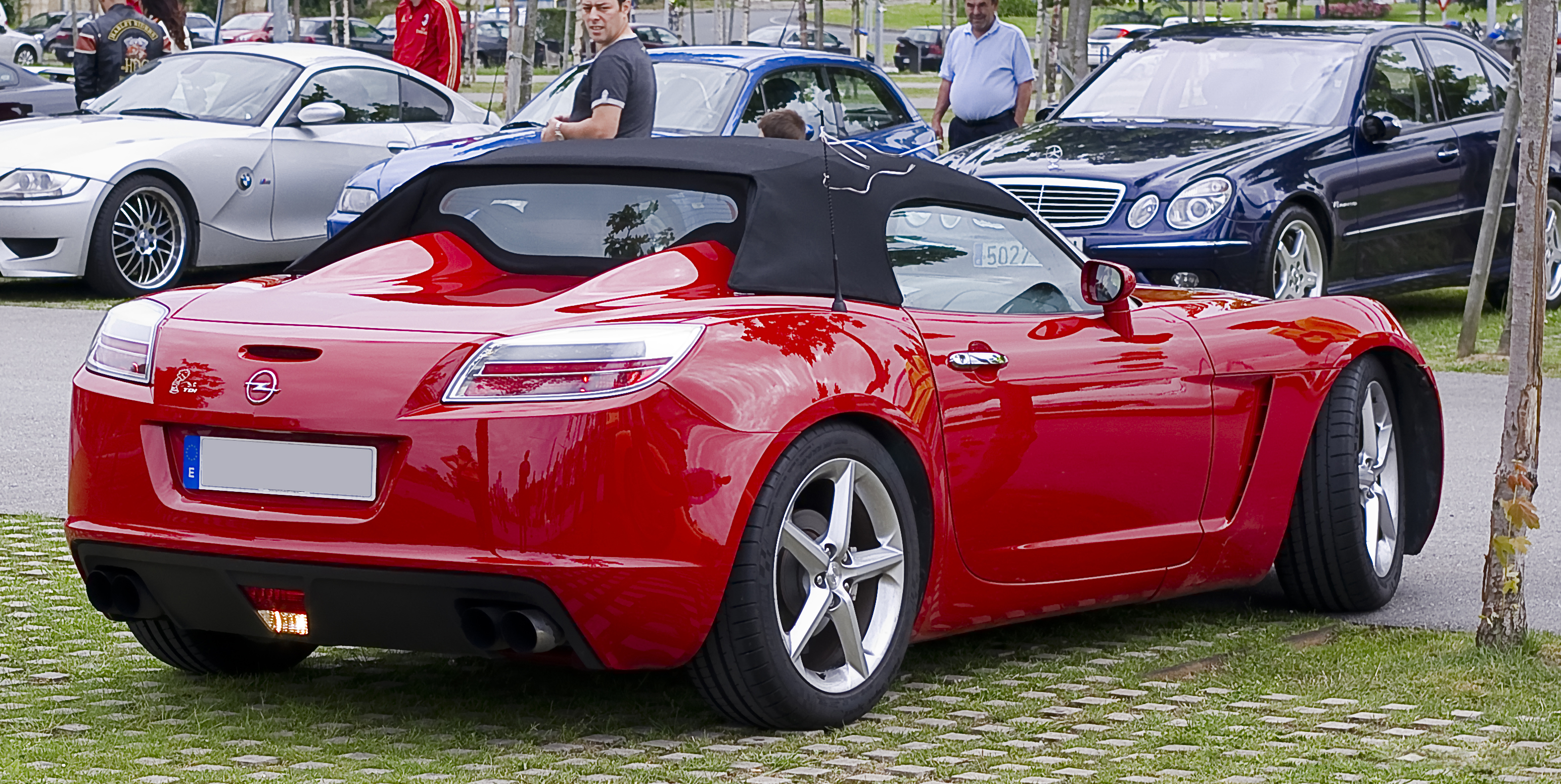
Opel GT

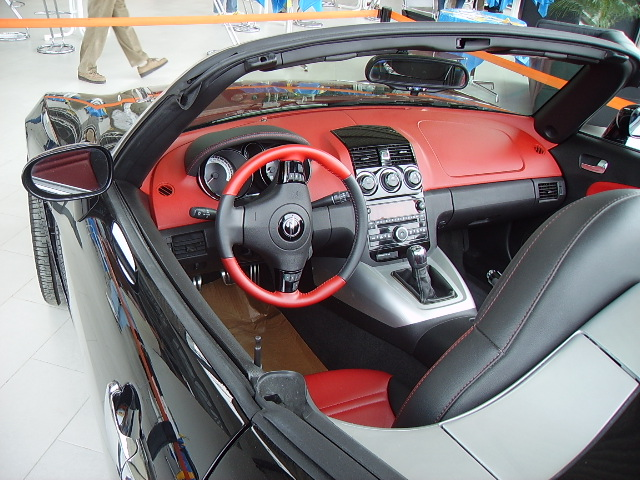

З 1 лютого 2006 року Opel випустив прес-реліз, оголосивши про виробництво нового родстера Opel GT (модель 2007 року). Автомобіль ділить платформу GM Kappa з Pontiac Solstice і Saturn Sky. На відміну від своїх товаришів по платформі Опель комплектується єдиним двигуном Ecotec 2,0 л з чотирма циліндрами з безпосереднім уприскуванням з турбонаддувом потужності 260 к.с. (194 кВт). Автомобіль замінив Opel Speedster в європейській лінійці, однак він не продавався з правим кермом у Великій Британії, таким чином, не існує заміни для Vauxhall VX220. Ситуація схожа з Holden в Австралії, як Saturn Sky і Pontiac Solstice були зроблені на заводі Північної Америки, які не мають необхідних інструментів для створення автомобіля з правим кермом. 
Для корейського ринку використано ім'я Daewoo G2X.

### Двигун
- 2,0 л Turbo-Ecotec I4 (Z20NHH, LNF) 264 к.с. 5300 при об/хв

### Виробництво
| рік    | вироблено Opel GT (Roadster) |
| ------ | ---------------------------- |
| 2007   | 2,365                        |
| 2008   | 4,851                        |
| 2009   | 301                          |
| 2010   | 2                            |
| всього | 7,519                        |